# Nothing at all to lose
『Nothing at all to lose』（ナッシング アット オール トゥ ルーズ）は、1988年12月21日に発表された浅川マキの23枚目のアルバムである。

## 解説
- 初代ルーファスメンバーである、Bobby Watson、Tony Maiden、Andre Fischer、そして本多俊之らとレコーディングされたアルバム。
- ブックレットには、「（注）このソルトさんの詩、このアルバムでは歌わなかったが、あえて載せた。マキ」との注釈入りで、John Soltの詩「HEAVEN TO HELL (AND BACK AGAIN)」が掲載されている。
- なお、Track1〜2は『DARKNESS III』DISC 2（My Favorite Melody）に、Track9は『DARKNESS II』DISC2（BOBBY WATSONさんとその仲間達のなかで歌う）にそれぞれ収録されている。

## 収録曲

### Side A
1. 見えないカメラ
  - 作詩[1]：浅川マキ、作曲：Bobby Watson、英語詩：太田恵子
2. TOKYOアパートメント
  - 作詩：浅川マキ、作曲：本多俊之
3. KALEIDOSCOPE
  - 作詩：John Solt、作曲：Bobby Watson
4. 明日、大丈夫
  - 作詩：浅川マキ、作曲：Tony Maiden

### Side B
1. アメリカの夜
  - 作詩・作曲：浅川マキ

  - アルバム『アメリカの夜』収録のものとは別バージョンである。
2. NOTHING AT ALL TO LOSE
  - 作詩：John Solt、作曲：Bobby Watson、日本語詩：浅川マキ
3. LOVE TIME
  - 作詩：浅川マキ、作曲：Bobby Watson、英語詩：太田恵子
4. 向こう側の憂鬱 (II)
  - 作詩：浅川マキ、作曲：本多俊之
5. トレモロ
  - 作詩：浅川マキ、作曲：Tony Maiden

## 演奏者
- 浅川マキ - Vocals

- BOBBY WATSON - Bass, Keyboards
- TONY MAIDEN - Guitar, Vocals
- 本多俊之 - Alto & Soprano Sax, keyboards & Piano
- ANDRE FISHER - Drums, Vocals
- 植松孝夫 - Tenor Sax
- 横山達嗣 - Percussion
- 鳥山敬治 - Synthesizer Programmer
- JOHN SOLT - Vocals

## レコーディング・スタッフ
- 橋本恵夫 - Producer
- 中曽根純也 - Producer
- 石坂敬一 - Executive Producer
- 田中彰 - Director
- 吉野金次 - Mixing Engineer
- 橋田豊光 - Recording Engineer
- 林原正明 - Assistant Engineer
- 柳沢一彦 - Recording Engineer
- 渡部喜久 - Digital Editing Engineer
- 竹内昭吾 - Cutting Engineer
- 田村仁 - Photography
- 板垣驥 - Art Direction
- 金沢良樹 - Designer
- 小島みどり - Editor
- せなまる舎 - 企画制作
- 柴田徹 - Director
- Toshiba EMI 3rd Studio - Recording at